# Gilbert Lamothe
Pour les articles homonymes, voir Lamothe.
Gilbert Lamothe, né en 1940, est un ancien joueur français de basket-ball.

## Carrière
- 1959-1971 :  ASVEL Villeurbanne (Nationale 1)

## Palmarès
- Champion de France en 1964, 1966, 1968, 1969, 1971
- Finaliste du championnat de France en 1965, 1967
- Vainqueur de la  Coupe de France en 1965 et 1967.